# Alchemilla iratsyensis
Alchemilla iratsyensis é uma espécie de rosácea do gênero Alchemilla, pertencente à família Rosaceae.